# Геринг, Вернер
Вернер Джордж Геринг (11 марта 1924—2012 гг.) — американский лётчик-бомбардировщик, считавший себя племянником главы Люфтваффе Германа Геринга. Во время Второй мировой войны совершил 48 боевых вылетов над территорией оккупированной Европы на бомбардировщике Boeing B-17 Flying Fortress.

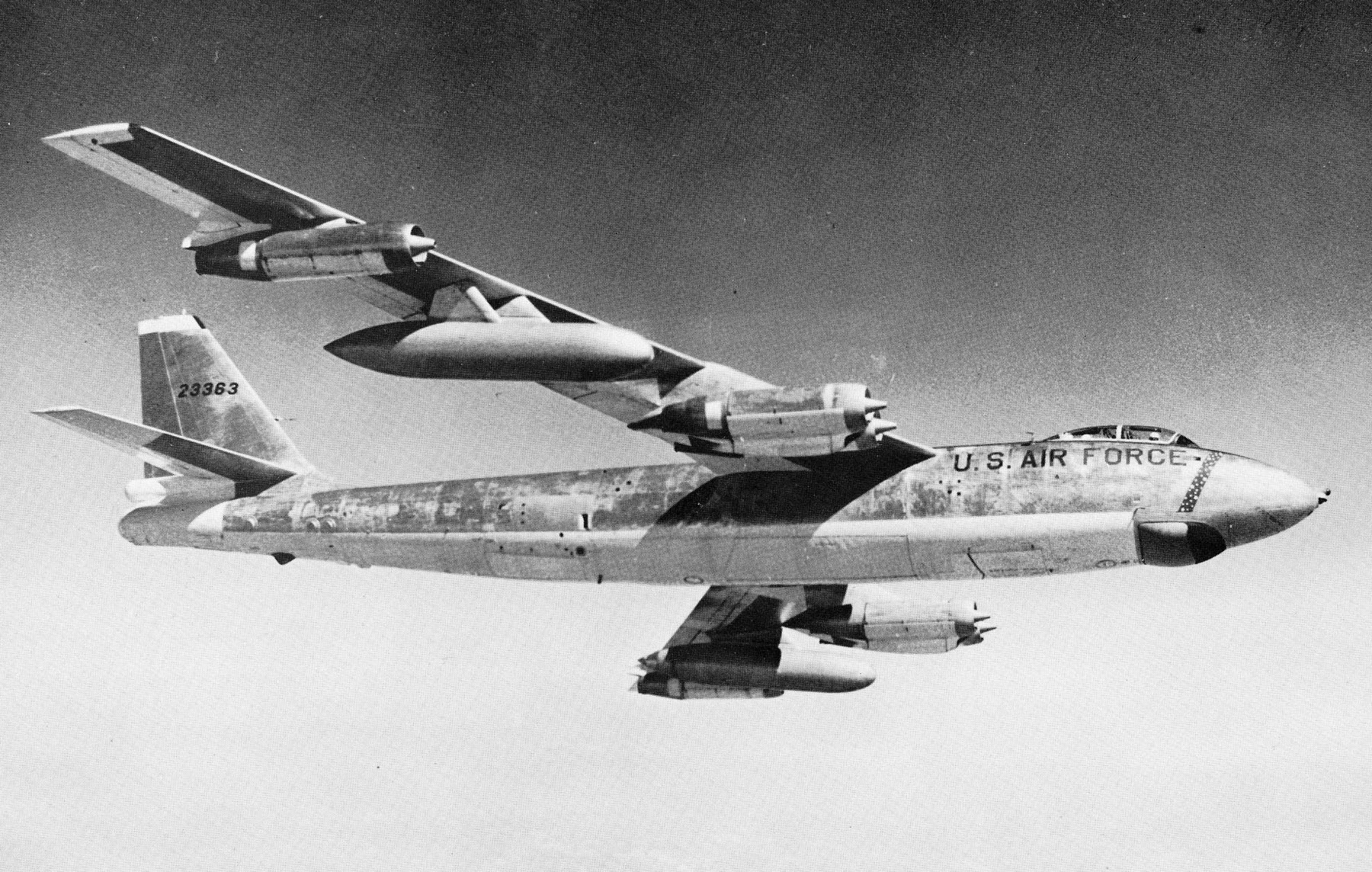
Боинг Б-47 «Стратоджет»

## Ранние годы
Родился 1 января 1924 года в семье Карла Геринга, садовника Церкви Иисуса Христа Святых последних дней, и его жены Адель. Имел старшего брата, Карла младшего. В семье говорили на немецком языке. Также Карл утверждал, что является братом Германа Геринга — лётчика-аса Первой мировой войны, который позже стал второй по значимости фигурой в Гитлеровской Германии и главой Люфтваффе. Однако генеалогическое исследование[какое?], проведенное в 2010 году, показало, что они не были связаны.
Учился в средней школе им. Горация Манна, но окончил среднюю школу в Солт-Лейк-Сити. После нападения Японии на Перл-Харбор Вернер добровольцем пошёл на службу в военно-воздушные силы армии США. Лётные курсы проходил на авиабазе Санта-Ана в Калифорнии. Приобрёл квалификацию по пилотированию Boeing B-17 Flying Fortress на авиабазе Розуэлл в Нью-Мексико. Утверждение о том, что он был племянником Германа Геринга, не прошло незамеченным ФБР.

## Вторая мировая война
После обучения экипаж Геринга отправился в Англию на океанском лайнере RMS Aquitania, там служил в 358-й бомбардировочной эскадрилье, входящей в состав 303-й бомбардировочной группы, 41-го бомбардировочного крыла 8-й воздушной армии, базирующейся в базе королевских ВВС Молсворт. Коллеги дали Вернеру прозвище «Фриц». За несколько лет он совершил тридцать четыре боевых вылета, а в конце 1944 года вызвался совершить ещё четырнадцать. За что впоследствии был награжден Крестом лётных заслуг.

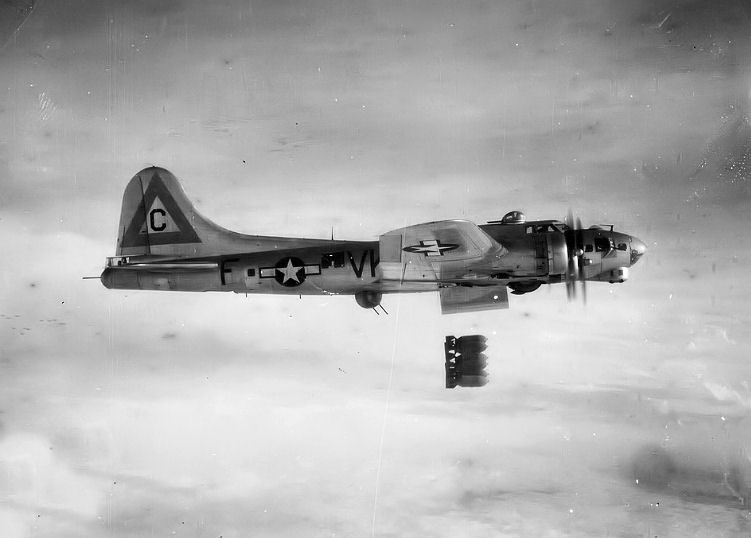
Boeing B-17 Flying Fortress 358 бомбардировочной эскадрильи

21 ноября 1944 года во время боевого вылета самолёт Вернера подбили, снаряд прошёл через кабину, чуть не убив одного из членов экипажа. Геринг приказал своему второму пилоту провести проверку кислородных баллонов, члены экипажа, кроме радиста Честера Бродзинского, сообщили, что с кислородом всё в порядке. Второй пилот Джек Ренчер приказал башенному стрелку Ораллу Р. Густафсону проверить радиста, Густафсон обнаружил, что кислородный шланг Бродзинского был разорван. Пока Оралл ремонтировал шланг, радисту пришлось дышать с помощью переносного баллона. Несмотря на повреждения, Вернеру удалось посадить самолёт на союзном аэродроме .
7 декабря 1944 года во время тренировочного полёта на самолёте B-17 «Mercy’s Madhouse» разрушилось правое шасси, но Геринг сумел посадить самолёт на безопасную полосу . Ещё один инцидент произошёл во время бомбардировки Дрездена 15 февраля 1945 года. При взлёте в густом тумане безымянный B-17, на котором летал Вернер, выехал на соседнюю взлётно-посадочную полосу и разбился, развалившись на три части. Пилот сломал руку, а у трёх других членов экипажа были незначительные травмы, несмотря на это, всем удалось выбраться до взрыва самолёта.
Во время рейда на Буер 22 марта 1945 года Геринг управлял другим неназванным самолётом, когда он был подбит зенитным огнем, самолёт получил повреждения двигателя, системы внутрисамолётной связи и кислородной системы, в результате замыкания в кабине начался пожар. Геринг надел переносную кислородную маску и потушил пожар огнетушителем .

## Факты
- У второго пилота Boeing B-17 Flying Fortress — лейтенанта Джека Рэнчера — был секретный приказ застрелить Вернера Геринга, если бы тот попытался приземлить свою машину в Гитлеровской Германии. Однако, по отчету Рэнчера, единственный раз, когда молодой Вернер Геринг попытался  оспорить приказ командования, была бомбардировка Кёльна — там все ещё жила бабушка Вернера. Впрочем, на задание он всё равно полетел.[источник не указан 299 дней]

## Последующие годы
Геринг остался в армии и после окончания войны. 15 августа 1946 года Вернер женился на своей однокласснице Джун Шотт . У них было двое детей: дочь Карлинда и сын Скотт. Благодаря тому, что Вернер свободно владел немецким языком, его отправили в Потсдам в советскую зону оккупации Германии, где он служил в качестве связного у генерала Василия Чуйкова.
В 1950-х годах Геринг летал на бомбардировщике Boeing B-47 Stratojet, сложным в управлении самолётом, с которым связана гибель многих лётчиков. В 1956 году стал офицером разведки 43-го бомбардировочного крыла, а в 1959 году — оперативным офицером. В 1962 году его отправили в Аддис-Абебу (Эфиопия), в качестве помощника атташе ВВС. Геринг уволился из ВВС в 1964 году в звании подполковника. Он переехал в Тусон, штат Аризона, где стал риелтором и управлял ранчо площадью 78 000 акров (32 000 га).
Умер в Тусоне в 2012 году.